# Chiesa dei Santi Bartolomeo e Alessandro dei Bergamaschi
La  chiesa dei Santi Bartolomeo e Alessandro dei Bergamaschi  (conosciuta anche come Santa Maria della Pietà) è un luogo di culto cattolico di Roma, nel rione Colonna, che si affaccia su Piazza Colonna. È la chiesa nazionale dei bergamaschi residenti a Roma.

## Storia
La chiesa originaria venne costruita nella seconda metà del XVI secolo, e prese il nome di Santa Maria della Pietà, dall'immagine che è conservata sopra il portale. La chiesa e gli annessi edifici, compresi tra piazza Colonna e piazza di Pietra, vennero concessi da papa Benedetto XIII all'Arciconfraternita dei Bergamaschi, la quale aveva dovuta abbandonare la propria sede di San Macuto, assegnata al Collegio Romano. Fu in questa occasione che la chiesa venne intitolata ai patroni Bartolomeo e Alessandro. Fu il canonico Giovanni Giacomo Tasso, zio del poeta Torquato Tasso, a fondare la compagnia religiosa Venerabile Arciconfraternita dei santi Bartolomeo e Alessandro della Nazione Bergamasca diventando poi la Arciconfraternita dei Bergamaschi in Roma.
L'adiacente Ospedale dei Pazzarelli, dove tra la fine del 1589 e il principio del 1590 fu ricoverato Torquato Tasso, fu trasferito nel 1725 in via della Lungara, sul Lungotevere.
La confraternita fece ristrutturare la chiesa, tra il 1728 e il 1735; alla facciata vi lavorarono due architetti romani, il Contini (1641-1723), allievo del Bernini, e il de Dominicis (1696-1758). Furono essi che incastonarono il bassorilievo della Madonna della pietà in un ovale, ponendolo sopra la porta d'ingresso.
L'interno si presenta a navata unica (affrescata all'inizio del XX secolo), con tre cappelle laterali su ogni lato. Tra le opere principali della chiesa sono da ricordare: la statua lignea di Cristo alla colonna, dipinta da Filippo del Borgo (1569); l'altare maggiore, la Madonna della Pietà, dipinto ad olio su tavola, ispirato a Guido Reni; il monumento funebre del Cardinal Furietti, umanista d'origini bergamasche; un altro crocifisso ligneo di autore ignoto (del 1570). All'entrata della chiesa si trova un'opera moderna che ritrae Papa Giovanni XXIII, anch'esso bergamasco d'origine.
Sul portale d'ingresso un avviso, in italiano e in dialetto bergamasco, invita i turisti ed i pellegrini a visitare la chiesa.